# Ang pagdadalaga ni Maximo Oliveros
Ang pagdadalaga ni Maximo Oliveros, anche conosciuto con il titolo internazionale The Blossoming of Maximo Oliveros, è un film drammatico del 2005 diretto da Auraeus Solito.
La pellicola, che ha partecipato al Festival internazionale del cinema di Berlino del 2006, racconta la storia di un adolescente gay molto effeminato che deve scegliere tra l'amore che nutre per un giovane poliziotto di cui è divenuto amico intimo e la fedeltà alla famiglia e ai suoi fratelli malavitosi.
Di orientamento decisamente neorealista, è una storia d'innocenza perduta, ma anche della successiva redenzione, in mezzo alla miseria subumana delle baraccopoli abbandonate a sé stesse di Manila.

## Trama
Maxi è un dodicenne gay che vive come squatter in una baraccopoli assieme alla famiglia composta dal padre e dai due fratelli maggiori immischiati in storie di delinquenza minorile; sono difatti tutti più o meno ladruncoli. La vicenda ruota principalmente attorno al conflitto che sorge tra il suo amore appassionato nei confronti di un agente di polizia, Victor, e la scelta di vita ai margini della società (o in opposizione ad essa) dei suoi parenti.
Maxi si comporta apertamente e senza alcun problema od imbarazzo come una ragazza, anzi il suo modo di comportarsi da "femminuccia" lo fa benvolere e diventar un po' la mascotte di tutti i vicini di casa, oltre che della famiglia: si acconcia i capelli, si mette braccialetti ai polsi e a volte persino una punta di rossetto sulle labbra.
Anche se, sempre in modo bonario, preso in giro dai precedenti compagni di scuola, il suo orientamento sessuale è pienamente accettato sia dal burbero padre, un omone grande e grosso, sia dai suoi fratelli più grandi. Una notte però, mentre sta tornando a casa per le viuzze del rione, viene avvicinato da due sconosciuti che tentano di violentarlo: la comparsa provvidenziale di un giovane poliziotto in giro di perlustrazione lo salva.
Il poliziotto, chiamato Victor, non ha la fidanzata e la sua vera identità sessuale non viene mai rivelata esplicitamente, anche se sembra cortesemente ma fermamente respingere le avance del ragazzino che cerca d'irretirlo con pose e comportamenti molto sensuali: Maxi riuscirà solamente a strappargli un bacio e stringersi forte a lui.
Dopo che il padre di Maxi viene ucciso a tradimento dal capo della polizia, diretto superiore di Victor, il ragazzo sembra voler rompere definitivamente con l'uomo resistendo ai suoi tentativi di rinnovare la sincera amicizia che fin dall'inizio si era instaurata tra loro.
Il poliziotto riuscirà però a convincerlo a tornare a scuola per non esser costretto alla vita da delinquente come gli altri membri della sua famiglia.

## Produzione
La scena finale del film, nella quale il protagonista Max ignora Victor e prosegue finalmente per la propria strada, è un omaggio al finale de Il terzo uomo.

## Distribuzione
Il film è stato presentato in anteprima mondiale il 13 luglio 2005, al Cinemalaya Independent Film Festival, per poi uscire nelle sale cinematografiche filippine il 30 novembre seguente.
The Blossoming of Maximo Oliveros è stato poi proiettato ad altri numerosissimi festival cinematografici, tra cui il Festival di Berlino del 2006 (l'11 febbraio), quello di Cannes, Las Palmas de Gran Canaria (il 28 marzo), Singapore, Hong Kong, Canada, Regno Unito, Grecia e soprattutto Italia, dove, al Torino Gay & Lesbian Film Festival, si è aggiudicato il premio al "Miglior lungometraggio".

## Accoglienza

### Incassi
Nonostante il successo riscontrato da critica e pubblico, il film è stato un flop al botteghino, poiché ha incassato soltanto 28.080 dollari in America e altri 10.650 negli altri paesi, per un totale di 38.691$.

### Critica
Il film ha complessivamente ricevuto molte recensioni positive, come nella rivista della BBC o nel New York Times; inoltre il Los Angeles Times lo ha considerato "uno dei migliori film filippini".
Anche sul sito web Rotten Tomatoes il film è stato un successo, ricevendo l'89% delle recensioni professionali positive, con un voto medio di 9,1/10, basato su 19 recensioni.
Invece su Metacritic il film è stato meno apprezzato, ottenendo un punteggio medio di 70 su 100, basato su 8 critiche, indicando "recensioni generalmente positive". Variety, così come Slant Magazine, ha definito, per la cruda verità con cui la vicenda è narrata, un film neorealista "che riesce bene nei suoi aspetti violenti e paurosi".
Nel giugno del 2021, lo stesso Slant Magazine ha incluso il film nella sua lista dei "100 migliori film LGBTQ di tutti i tempi", così come British Film Institute l'ha inserito nella sua lista "10 Great Gay Films from East and Southeast Asia".

## Riconoscimenti
- 2006 - Torino Gay & Lesbian Film Festival
  - Miglior lungometraggio a Auraeus Solito
- 2005 - Cinemalaya Independent Film Festival[11]
  - Miglior film a Auraeus Solito